# Kroniki Wardstone
Kroniki Wardstone (The Wardstone Chronicles) – seria powieści dla młodzieży autorstwa Josepha Delaneya. Książki opowiadają historię Thomasa Warda, który jest siódmym synem siódmego syna w nieprzerwanej linii męskiej; zostaje on wysłany do Stracharza Johna Gregory'ego w celu nauki obrony przed złem. W czasie swojej nauki spotyka czarownice imieniem Alice i się zaprzyjaźniają.

## Książki w serii
| Numer w serii | Polski tytuł              | Oryginalny tytuł                             | Polski nr ISBN         | Data i miejsce polskiego wydania | Data oryginalnego wydania | Komentarz                                                                |
| ------------- | ------------------------- | -------------------------------------------- | ---------------------- | -------------------------------- | ------------------------- | ------------------------------------------------------------------------ |
|               | Bestiariusz Stracharza    | Spook’s Bestiary                             | ISBN 978-83-7686-086-2 | Warszawa 2012                    | 2010                      | Spin-off serii opisujący potwory, jakie można spotkać w świecie książki. |
| 1             | Zemsta czarownicy         | Revenge of the Witch/The Spook's Apprentice  | ISBN 978-83-60010-47-1 | Warszawa 2007                    | 2004                      |                                                                          |
| 2             | Klątwa z przeszłości      | Curse of the Bane/The Spook's Curse          | ISBN 978-83-60010-48-8 | Warszawa 2007                    | 2005                      |                                                                          |
| 3             | Tajemnica starego mistrza | Night of The Soul Stealer/The Spook's Secret | ISBN 978-83-7686-373-3 | Warszawa 2008                    | 2006                      |                                                                          |
| 4             | Wiedźmi spisek            | Attack of the Fiend/The Spook's Battle       | ISBN 978-83-60010-76-1 | Warszawa 2009                    | 2007                      |                                                                          |
| 5             | Pomyłka stracharza        | Wrath of the Bloodeye/The Spook's Mistake    | ISBN 978-83-60010-97-6 | Warszawa 2009                    | 2008                      |                                                                          |
| 6             | Starcie demonów           | Clash of the Demons/The Spook's Sacrifice    | ISBN 978-83-7686-012-1 | Warszawa 2010                    | 2009                      |                                                                          |
| 7             | Koszmar Stracharza        | The Spooks Nightmare                         | ISBN 978-83-7686-039-8 | Warszawa 2011                    | 2010                      |                                                                          |
| 8             | Cień Przeznaczenia        | Spook's Destiny                              | ISBN 978-83-7686-110-4 | Warszawa 2012                    | kwiecień 2011             |                                                                          |
| 9             | Jestem Grimalkin          | Spook's I Am Grimalkin                       | ISBN 978-83-7686-158-6 | Warszawa 2013                    | 2011                      |                                                                          |
| 10            | Krew stracharza           | Spook's Blood                                | ISBN 978-83-7686-170-8 | Warszawa 2013                    | 2012                      |                                                                          |
| 11            | Wijec                     | Spook's: Slither's Tale                      | ISBN 978-83-7686-235-4 | Warszawa 2014                    | 2013                      |                                                                          |
| 12            | Alice                     | Spook’s: Alice                               | ISBN 978-83-7686-309-2 | Warszawa 2015                    | 2013                      |                                                                          |
| 13            | Zemsta Stracharza         | The Spook's Revenge                          | ISBN 978-83-7686-308-5 | Warszawa 2015                    | 2014                      |                                                                          |

## Postacie

### Thomas Jason Ward
Tom jest głównym bohaterem książki i jej narratorem. Jako siódmy syn siódmego syna posiada zdolność wyczuwania obecności istot z Mroku. Terminuje u Johna Gregory'ego, stracharza – jest jego trzydziestym, jak dotąd najzdolniejszym uczniem. W pierwszym tomie ma niecałe trzynaście lat. Ma zielone oczy i drobną jak na swój wiek sylwetkę. Tak jak większość stracharzy jest leworęczny. Jego matką jest zacna czarownica Lamia. Tom ma też zdolność manipulowania czasem, którą z czasem opanował dzięki pomocy wiedźmy zabójczyni Grimalkin. Przyjaźni się (choć jego mistrz tej przyjaźni nie popiera) z Alice, półkrwi wiedźmą z rodu Malkinów, córką Złego i bezecnej czarownicy.

### John Gregory
Jak każdy stracharz, jest on siódmym synem siódmego syna. Kiedy go poznajemy ma już tylko dwóch braci – księdza z którym nie rozmawiał od kilkunastu lat (zmarł w tomie drugim) oraz ślusarza imieniem Andrew, z którym pozostaje w dobrych stosunkach. Jego życie i kariera miały burzliwy przebieg: na początku szkolił się na księdza, jednak później został stracharzem. W swoim życiu związany był z dwoma kobietami: Emily Burns (matką Morgana) i wiedźmą lamią Margery Skelton, zwaną Meg. Jest surowym mistrzem, skąpi swojemu uczniowi pochwał. Nie toleruje jakiegokolwiek sprzymierzania się z Mrokiem, mimo iż sam złamał tę zasadę wiążąc się z Meg. W dziesiątym tomie przekazuje swoje obowiązki Thomasowi, mimo że chłopak nie ukończył jeszcze nauki, z powodu swojego wieku i braku sił, aby należycie wypełniać zadania stracharza.

### Alice Dean
Najbliższa i jedyna przyjaciółka, rówieśniczka Toma. Pochodzi z okolic Pendle. Jej matka była wiedźmą z rodu Malkinów, ojciec pochodził z Deanów (później dowiadujemy się, że jej matką była Koścista Lizzie, a ojcem Zły). Autor opisuje ją następująco:

Była mniej więcej w moim wieku – może nawet odrobinę młodsza. Twarz miała miłą – duże, piwne oczy, wydatne kości policzkowe i długie, czarne włosy. Ubrana była w czarną sukienkę, przewiązaną ciasno kawałkiem białego sznurka. [...] Dziewczyna miała na nogach szpiczaste trzewiki.

Pobierała nauki u, jak wtedy mylnie widziała, ciotki – bezecnej czarownicy Kościstej Lizzie. Porzuciła naukę zaprzyjaźniając się z Tomem, przysięgała, że nie jest wiedźmą i obiecała pomagać stracharzowi przepisując jego książki. Wiele razy pomagała głównym bohaterom, jednak nie zawsze robiła to tak, jak nakazywał pan Gregory przez co coraz bardziej zbliżała się do Mroku. Włada niezwykle silną magią. Ma dar postrzegania.

### Bill Arkwright
Były uczeń Johna Gregory'ego. Ukończył termin, żeby uwolnić dusze swoich rodziców. Nie udało mu się jednak i zawiedziony porzucił na jakiś czas swój fach, aby zostać puszkarzem w armii Hrabstwa. Potem jednak wrócił do wykonywania wyuczonego zawodu. Mieszkał w starym młynie na moczarach Anglezarke, odziedziczonym po rodzicach, w którym uwięzione były ich dusze. W 5 tomie przez pół roku praktykował u niego Tom Ward. W tym czasie udało mu się wyszkolić chłopaka, który dzięki umowie ze Złym zdołał uwolnić rodziców Bila. Umarł w 6 tomie, próbując spowolnić żywiołaki ognia, aby pomóc Tomowi i stracharzowi uciec z Ord (dowiadujemy się tego w 7 części, kiedy to pojawia się jako duch na arenie lorda Barrule i ratuje Toma przed walką z psami).
Jako stracharz Bill był bezwzględny i często pozbawiony litości dla swoich przeciwników. W przeciwieństwie do swojego mistrza trzymał wiedźmy w dole za karę – rok za każde odebrane życie, a 2 lata – za każde odebranie życia dziecku. Potem wyławiał je i zabijał – wycinał serce i rzucał na pożarcie psom, aby czarownice nigdy nie mogły wrócić. Jego najważniejszym osiągnięciem było unicestwienie rozpruwacza z Coniston. Miał problemy z alkoholem – pił mnóstwo wina. Często zachowywał się również agresywnie. Po uwolnieniu jego rodziców stał się o wiele bardziej przyjazny.
Walczył przede wszystkim z wodnymi wiedźmami, czasem także ze skeltami (potworami posiadającymi w paszczy kościaną rurkę, którą wypijały krew swojej ofiary). Pomagały mu dwa wilczarze: suczka Szpon i pies Kieł. Kieł ginie podczas walki z wiedźmą Morweną. Suka niewiele później powija dwa szczeniaki – Krew i Kość. Po śmierci Billa psami zajmuje się Thomas, następnie przechodzą pod opiekę Judda Brinscalla – byłego ucznia Johna Gregory'ego, który z powodzeniem ukończył termin i po śmierci Billa osiadł w jego młynie.

### John Ward
Ojciec głównego bohatera. Dawno temu był marynarzem żeglującym pomiędzy portami. W ten sposób poznał swoją żonę, mamę Toma i uratował ją przed śmiercią. Po tym gdy się z nią ożenił, porzucił dawny styl życia i kupił farmę w Hrabstwie. Doczekał się siedmiu synów. Na początku pierwszego tomu wręcza Tomowi hubkę i krzesiwo, jedną z ostatnich pamiątek po jego ojcu. Umiera w tomie trzecim ze starości i choroby. Morgan używa później jego duszy, aby pokazać swoją siłę Tomowi. John Ward oddał farmę pod opiekę swojego najstarszego syna Jacka.

### Jack Ward
Starszy brat Toma. Po śmierci ojca to on zajmuje się rodzinną farmą. Nie podoba mu się zawód najmłodszego brata, uważa, że ściąga na rodzinę wszelkie nieszczęścia. Ożenił się z Ellie. Ma już jedną córkę – Mary, drugie dziecko narodzi się wkrótce (prawdopodobnie będzie to chłopiec). Niestety nienarodzone dziecko umiera podczas porwania i przetrzymywania Jacka, Ellie i Mary w Wieży Malkinów przez czarownice. Autor opisuje go następująco:

Jack jest najstarszy i największy z nas wszystkich [...]. Faktycznie wzrostu i siły mu nie brakuje, lecz mimo błękitnych oczu i zdrowych rumianych policzków, jego czarne brwi niemal zrastają się w jedną linię [...].

### Lamia(Zenobia)
Matka głównego bohatera. Jak okazuje się w tomie czwartym, jest ona wiedźmą z gatunku lamii. W tomie szóstym dowiadujemy się, że jest Pierwszą Lamią, najpotężniejszą i najstarszą. Dawniej mieszkała w Grecji wraz ze swymi dwiema "siostrami" (w rzeczywistości jednymi ze swoich krewnych). Została pojmana i przywiązana srebrnym łańcuchem do skały, aby promienie słoneczne ją uśmierciły. Została uratowana przez Johna Warda. Dowiedziawszy się, że jest on siódmym synem, postanowiła wziąć z nim ślub, by urodzić siedmioro dzieci. Chciała mieć jako ostatniego syna, który miał być jej Darem dla Hrabstwa – tak też się stało, narodził się Tom, który za namową matki został oddany na nauki stracharzowi. Razem z mężem zamieszkała na farmie w Hrabstwie. Wzięła tam ze sobą swoje dwie siostry, które przez długi czas trzymała w skrzyniach (w tomie czwartym uwolnił je Tom). Po śmierci swego męża wraca z powrotem do Grecji. Zamierza jednak wrócić, ponieważ potrzebuje pomocy Toma i jego mistrza w walce ze złem. W 6 tomie książki zostaje pochłonięta wraz z twierdzą Ord oraz jej największą nieprzyjaciółką Ordyną. W 9 tomie zostaje wyjawione jej imię – Zenobia.

### Grimalkin
Pochodzi z Malkinów – rodu czarownic zamieszkujących Pendle. Jest bardzo szanowana, ze względu na wielkie umiejętności waleczne. Obejmuje funkcję wiedźmy zabójczyni klanu Malkinów. Posiada własny kodeks honorowy – nigdy nie zabija podstępem, woli trudną, wyrównaną walkę. Zawsze wystawia swe umiejętności na próbę. W Wiedźmim spisku dostała zadanie zabicia Toma Warda. On jednak cudem uszedł z życiem używając swojej umiejętności odziedziczonej po matce – znacznego spowolnienia lub nawet zatrzymania czasu. Grimalkin wielokrotnie pojawia się w Pomyłce stracharza i w Starciu demonów. W obu częściach stara się jednak pomóc Tomowi. W szóstym tomie książki Grimalkin obdarowuje Toma mrocznym życzeniem oraz swoją klingą. Okazuje się, że urodziła Złemu syna, którego zabił ponieważ ten był człowiekiem. Dzięki temu Grimalkin nie jest pod Jego władzą.
Wielokrotnie pomaga Tomowi i jego mistrzowi. Dziewiąty tom Jestem Grimalkin wyjątkowo nie opowiada o przygodach Toma, opisuje przygody wiedźmy uciekającej przed sługami Złego.

### Mab Moudheel
Jest najmłodszą przywódczynią klanu Moudhellów. Ma dar postrzegania – widzi przyszłość, ale tylko wtedy gdy napije się krwi. W Wiedźmim spisku zadurzyła się bez wzajemności w Tomie Wardzie i była gotowa pozbawić go wolnej woli by go zdobyć. Od tamtego czasu, Tom odnosi się o niej wrogo. Mab ma dwie młodsze siostry bliźniaczki.

### James Ward
James jest drugim z kolei bratem Toma. Z zawodu jest kowalem, postanowił, jednak założyć małe pole chmielu i dorabiać sobie jako piwowar. Pierwszy raz pojawia się w czwartym tomie, pod Wieżą Malkinów. Przybył tam wtedy pomóc w ratowaniu swojej rodziny. Po wszystkim postanowił zamieszkać razem z Jackiem, Ellie i Mary na farmie. Zbudował sobie na miejscu własną kuźnię. Z relacji Złego i przeczucia Toma wynika, że w 10 tomie zabity został przez sługi Złego. Pod koniec książki jest informacja, że zaginął, w związku z czym przypuszczenia o jego śmierci są praktycznie pewne. W 13 tomie wyjaśnia się, że James został porwany przez sługi Złego, ale uciekł im i wrócił na farmę.

## Miejsca

### Farma Piwowara
Rodzinna farma głównego bohatera. Jego ojciec kupił ją dawno temu, teraz zajmuje się nią jego najstarszy syn Jack, wraz z żoną Ellie. Mama Toma stworzyła tutaj specjalny pokój, który miał go ochraniać przed złem. W czwartym tomie książki, farma zostaje zniszczona przez czarownice z Pendle, a następnie odbudowana (wprowadza się tam wtedy jeden z braci Toma, James, który zajmuje się piwowarstwem i kowalstwem). Farma zawdzięcza swoją nazwę dawnemu właścicielowi, rozprowadzającemu piwo po najbliższej okolicy.

### Chipenden
Wioska niedaleko której znajduje się letni dom stracharza. Mieszka tutaj od pierwszego dnia wiosny, aż do początku jesieni. Domem opiekuje się bogin oswojony przez stracharza, który sprząta i dla niego gotuje. Wokół budynku znajduje się ogród podzielony na trzy części. W jednej z nich stracharz trzyma w dołach boginy i wiedźmy. To tutaj właśnie uwięziona była przez trzynaście lat Mateczka Malkin, która została przypadkiem wypuszczona przez Toma. Później w jej dole znajdywała się Koścista Lizzie.

### Priestown
Miasto wiary i księży. Znajduje się w samym sercu Hrabstwa. Zostało zbudowane na katakumbach, w których uwieziony był Mór. Znajduje się tutaj katedra, z najwyższą wieżą w Hrabstwie. Gdy umiera jakiś ksiądz, jego ciało przewożone jest właśnie tutaj i pochowane na specjalnym cmentarzu. Miasto odwiedza często Kwizytor, aby skazać swoich więźniów na stos. Po śmierci jego i Mora, wszystko znacznie się uspokoiło.

### Anglezarke
Mroczne moczary znajdujące się w północno-wschodniej części hrabstwa. Mieści się tutaj zimowy dom stracharza. W jego podziemiach trzyma złapane boginy, wiedźmy oraz swoją kochankę Meg. Samo Anglezarke to miejsce słynne z Okrągłego Bochna, kurhanu pod którym znajduje się krąg do przywołania Golgotha, Boga Zimy. Znajduje się tutaj kilka farm oraz jedna miejscowość – Blackrod. Zimą warunki do życia są tutaj naprawdę ciężkie, ponieważ ciągle pada śnieg i szaleje nawałnica.

### Pendle
Jedno z najniebezpieczniejszych miejsc w Hrabstwie. Pendle to rejon wokół wzgórza o tej samej nazwie. Główny bohater uważa, że wzgórze wygląda jak żywe. Właśnie tutaj żyją trzy wielkie klany czarownic: Malkinów, Deanów i Mouldheelów. Znajduje się tam kilka niewielkich wiosek m.in. Bareleigh, Roughlee, Goldshaw Booth, Downham, Sabden, Read. Niedaleko Wroniego Lasu znajduje się Wieża Malkinów – siedziba tegoż właśnie klanu czarownic. Dalej na północ leży Wiedźmi Jar – legowisko martwych wiedźm. Na południu znajduje się jeszcze Dwór Read – siedziba tamtejszego szeryfa.

### Nawiedzony młyn
Nawiedzony młyn, w którym mieszka Bill Arkwright. Jest bardzo stary, zaniedbany. Stracharz otoczył go fosą z silnym roztworem soli, aby nie mogły się tam dostać żadne bestie mroku. Na strychu znajdowały się trumny ojca i matki Billa (których dusze Tom uwolnił). Sam młyn znajduje się na skraju Bagna Klasztornego, niedaleko Mnisiego Wzgórza. Zaraz obok przepływa kanał prowadzący na południe do Caster i na północ do Kendal.

### Grecja
Akcja 6 tomu dzieje się w ojczyźnie matki Toma, Grecji. To tam matka Toma się urodziła, tam jest jej rodzinny dom, w którym wyjawiła Tomowi tajemnicę o tym, iż jest (była) Pierwszą Lamią. Tam też rozgrywa się walka z Ordyną i tam też ginie Matka głównego bohatera.

#### Mona
Akcja 7 tomu dzieje się właśnie na tej ponurej wyspie. Monę zamieszkują bugany, tajemnicze stwory z mroku. Wyspą rządzi okrutny władca Barrulle. Na tej wyspie ginie kościana czarownica Koścista Lizzie, prawdziwa matka Alice.

### Irlandia
W 8 tomie Tom Ward razem z Alice i stracharzem przebywają w Irlandii gdzie muszą się zmierzyć z nowymi stworami mroku – zaklętymi duchami. W Irlandii przy pomocy Grimalkin udaje im się uwięzić Złego w gnieździe smoka.